# Estació de trens de Differdange
L'Estació de trens de Differdange (en luxemburguès: Gare Déifferdeng; en francès: Gare de Differdange, en alemany: Bahnhof Differdingen) és una estació de trens que es troba a Differdange al sud-oest de Luxemburg. La companyia estatal propietària és Chemins de Fer Luxembourgeois. L'estació és la terminal principal de la línia 60 CFL, que connecta la Ciutat de Luxemburg amb les Terres Roges del sud del país.

## Servei
Differdange rep els serveis ferroviaris pels trens de Regionalbahn (RB), Regional Express (RE) amb relació a les línia 60 CFL de Ciutat de Luxemburg a Rodange i per Transport express régional (TER) entre la línea de Thionville - Lonwy (França)